# 48. Festiwal Polskich Filmów Fabularnych w Gdyni
48. Festiwal Polskich Filmów Fabularnych odbył się w dniach 18–23 września 2023. Nagrodę Główną Złote Lwy zdobył film Kos w reżyserii Pawła Maślony, natomiast nagrodę za całokształt twórczości (Platynowe Lwy) odebrał scenograf Allan Starski. Gala zakończenia festiwalu odbyła się w Teatrze Muzycznym w Gdyni.

## Laureaci
| Kategoria                                                     | Film                   | Odbiorcy nagrody                                                  |
| ------------------------------------------------------------- | ---------------------- | ----------------------------------------------------------------- |
| Złote Lwy dla najlepszego filmu                               | Kos                    | Paweł Maślona Leszek Bodzak Aneta Hickinbotham                    |
| Srebrne Lwy                                                   | Imago                  | Olga Chajdas Izabela Wójcik Violetta Kamińska Dariusz Jabłoński   |
| Złoty Pazur w kategorii „Inne spojrzenie”                     | Tyle co nic            | Grzegorz Dębowski Ewa Jastrzębska Jerzy Kapuściński Jacek Bromski |
| Platynowe Lwy za całokształt twórczości                       | Allan Starski          | Allan Starski                                                     |
| Najlepsza reżyseria                                           | Doppelgänger. Sobowtór | Jan Holoubek                                                      |
| Najlepszy scenariusz                                          | Tyle co nic            | Grzegorz Dębowski                                                 |
| Najlepszy debiut reżyserski                                   | Tyle co nic            | Grzegorz Dębowski                                                 |
| Najlepsze zdjęcia                                             | Doppelgänger. Sobowtór | Bartłomiej Kaczmarek                                              |
| Najlepsza muzyka                                              | Imago                  | Andrzej Smolik                                                    |
| Najlepsza scenografia                                         | Doppelgänger. Sobowtór | Marek Warszewski                                                  |
| Najlepszy dźwięk                                              | Sny pełne dymu         | Marcin Lenarczyk                                                  |
| Najlepszy montaż                                              | Kos                    | Piotr Kmiecik                                                     |
| Najlepsza charakteryzacja                                     | Kos                    | Aneta Brzozowska                                                  |
| Najlepsze kostiumy                                            | Doppelgänger. Sobowtór | Weronika Orlińska                                                 |
| Najlepsza drugoplanowa rola kobieca                           | Święto ognia           | Kinga Preis                                                       |
| Najlepsza drugoplanowa rola kobieca                           | Tyle co nic            | Agnieszka Kwietniewska                                            |
| Najlepsza drugoplanowa rola męska                             | Doppelgänger. Sobowtór | Tomasz Schuchardt                                                 |
| Najlepsza drugoplanowa rola męska                             | Kos                    | Robert Więckiewicz                                                |
| Najlepsza główna rola kobieca                                 | Imago                  | Lena Góra                                                         |
| Najlepsza główna rola męska                                   | Tyle co nic            | Artur Paczesny                                                    |
| Najlepszy profesjonalny debiut aktorski                       | Święto ognia           | Paulina Pytlak                                                    |
| Nagroda specjalna za unikalną formę filmową                   | Chłopi                 | DK Welchman Hugo Welchman                                         |
| Nagroda Publiczności                                          | Chłopi                 | DK Welchman Hugo Welchman                                         |
| Najlepszy film w konkursie filmów mikrobudżetowych            | Ultima Thule           | Klaudiusz Chrostowski                                             |
| Nagroda im. Lucjana Bokińca za najlepszy film krótkometrażowy | Warszawa, Holandia     | Ming-Wei Chiang                                                   |

## Statystyki
| Film                   | Liczba nagród |
| ---------------------- | ------------- |
| Tyle co nic            | 5             |
| Doppelgänger. Sobowtór | 5             |
| Kos                    | 4             |
| Imago                  | 3             |
| Chłopi                 | 2             |
| Święto ognia           | 2             |